# Janusz Kurtyka
Janusz Kurtyka (født 13. august 1960, død 10. april 2010) var en polsk historiker, og fra den 29. december 2005 og frem sin død den anden præsident ved Instytut Pamieci Narodowej.
Han var historiker på det polske videnskabsakademi siden 1985, og specialiserede sig i polsk middelalderhistorie og den polske kommunistiske historie.
Han omkom under et flystyrt den 10. april 2010, sammen med bl.a. Polens præsident Lech Kaczyński.